# Vapor Badia
El Vapor Badia fue un vapor textil de Sabadell fundado el 1867 por Josep Oriol Badia i Juncà dedicado a la industria textil lanera: a la manufactura hilaturas de lana y de tejidos de estampados. La nave estaba situada en la calle de las Tres Creus, 127-129, muy cerca de la Gran Vía, el lugar de paso del primer ferrocarril de la ciudad. El edificio fue construido por el maestro de obras José Lacueva i Sanfeliu. Desde el 2003 acoge la Biblioteca Vapor Badia.

## Edificio
El edificio es un ejemplo típico de construcción industrial del principio del proceso de industrialización local con una gran economía de medios. Las columnas interiores del edificio eran de hierro fundido, y las vigas del primer piso eran de madera. Aconteció un ejemplo representativo de vapor textil de doble anchura, con una planta y piso. Se considera el vapor mejor conservado del municipio en relación con su estado inicial, y por eso tiene un gran valor histórico. Las ventanas de la planta baja son más grandes para aprovechar la entrada de luz natural y las del primer piso son más pequeñas, puesto que era empleado como almacén. La sala de máquinas y la chimenea no se conservan porque peligraba su estructura. El edificio se restauró a finales del siglo XX para adaptarlo como biblioteca. El edificio original era más largo que el actual, pero una parte se quemó y no se restauró posteriormente.
El edificio tiene una superficie útil de 4.713 m² distribuidos en tres plantas -dos de uso público y una de almacén-, con casi 400 puntos de lectura y trabajo, y una capacidad para más de 165.000 documentos. La construcción interior mantiene pilares de fundición, techos de madera y baldosa, cubierta de encaballadas de madera y acabado de teja, que reproduce la estructura original.

## Historia
Josep Oriol Badia fundó este vapor el 1867, convirtiéndolo en el mayor establecimiento industrial de hilatura de lana y de tejidos estampados de Sabadell.
Actualmente el Ayuntamiento de Sabadell es el propietario del edificio, donde ahora se ubica la Biblioteca Vapor Badia. La estructura original se ha conservado pero no conserva la antigua chimenea y las ventanas ahora son a ras del suelo. Inaugurada el 15 de noviembre de 2002, la reforma es obra del arquitecto municipal Josep Palau Grau. En la inauguración estuvieron presentes lo entonces alcalde de Sabadell, Manuel Bustos, el consejero de Cultura, Jordi Vilajoana, el presidente de la Diputación, Manuel Royes, y el rector de la UOC, Gabriel Ferraté. Inicialmente tenía 60.000 documentos y 225 revistas y periódicos. El 2015 más de 275.000 usuarios hicieron uso y se hicieron más de 190.000 préstamos.

## Biblioteca

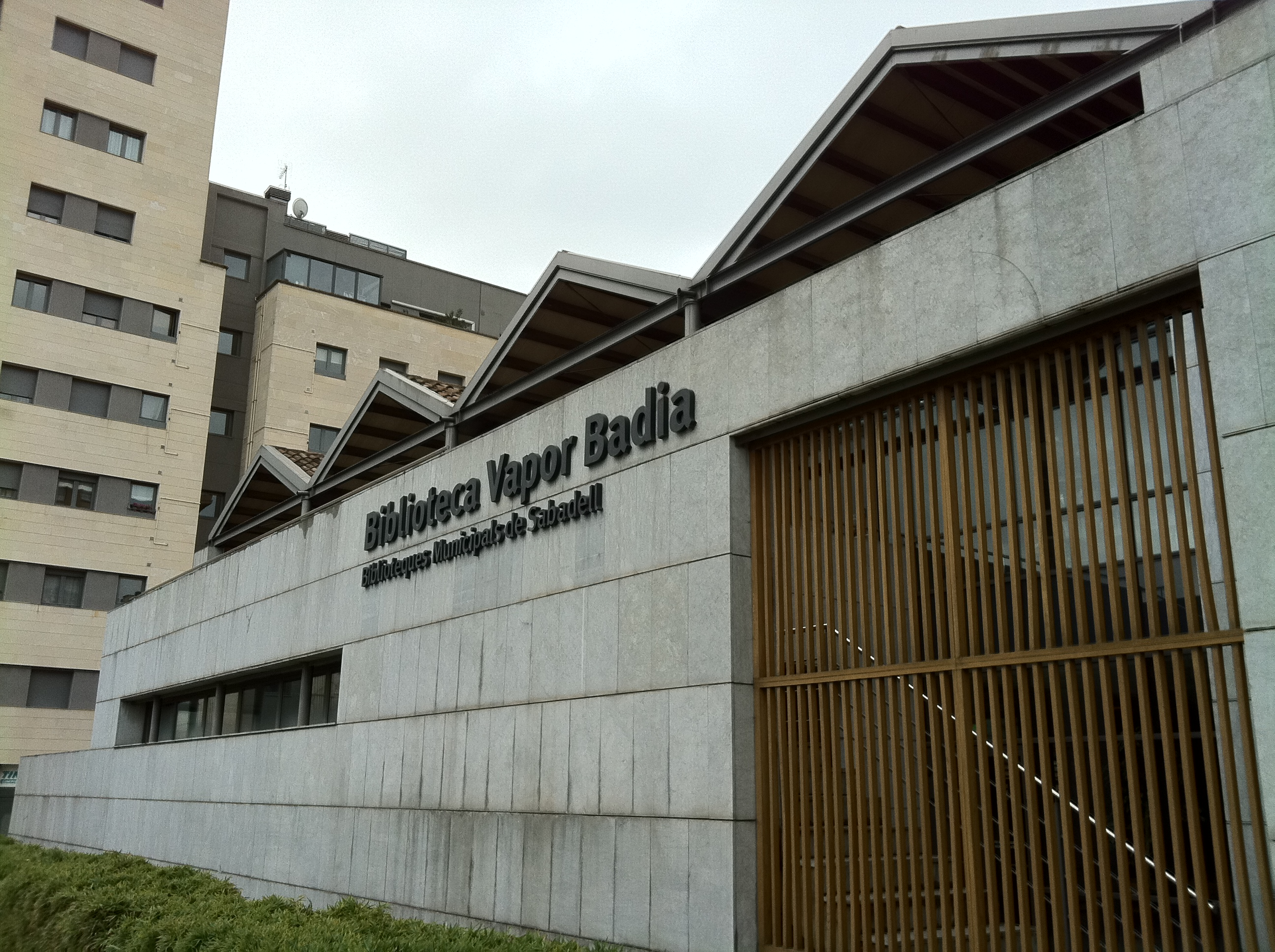
Parte posterior del edificio

La Biblioteca Vapor Badia es la biblioteca central urbana de Sabadell. De titularidad municipal, está gestionada por el Ayuntamiento de Sabadell en convenio con la Diputación de Barcelona y forma parte de la Red de Bibliotecas Municipales de la provincia de Barcelona y del Sistema de Lectura Pública de Cataluña.
Actúa como central de la red de Bibliotecas Municipales de Sabadell (BiMS), dando servicios al resto de bibliotecas de proximidad de la ciudad y vertebra las líneas de la política de lectura pública. Así mismo, coordina el resto de bibliotecas públicas de los municipales que conforman la demarcación oriental del Vallés Occidental.

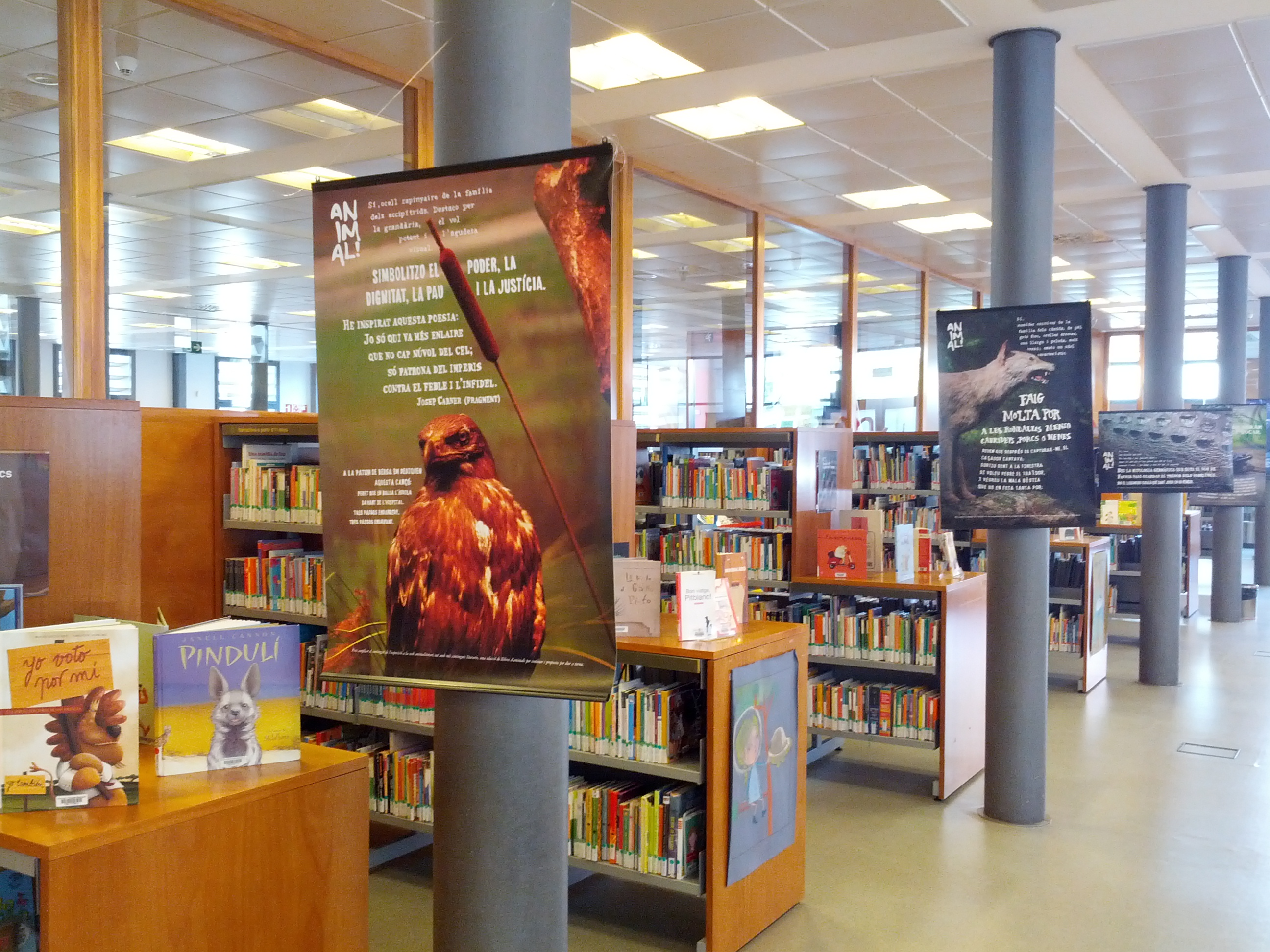

Abrió las puertas el 15 de noviembre de 2002, coincidiendo con el 125.º aniversario de la denominación Sabadell como ciudad.  La biblioteca consta de 4.520 m² de superficie útil dividida en tres plantas.
En la planta baja se encuentra el área de música y cine, cómico y ocio, la zona de diarios y revistas, el área infantil y el servicio de préstamo. En la primera planta hay el fondo general de literatura y de conocimientos, el servicio de información, los ordenadores de trabajo e internet, la sala de estudio, una aula tecnológica, y dos aulas de trabajo y reunión. El equipamiento cuenta también con la cafetería-restaurando Clau de Fa y un auditorio con un aforo de 122 personas, que lleva el nombre del escritor y periodista local Francesc Trabal.
En el interior de la biblioteca se expone la obra Autometria 600, del artista local Joan Vilacasas (Sabadell, 1920-Barcelona, 2007), conocida popularmente como “el 600 de Vila Casas”.
Dispone de un fondo general de más de 89.000 libros, de más de 18.000 documentos en formato audiovisual (CD y DVD) de música y cine, y unas 200 suscripciones a diarios y revistas. Además del fondo dedicado al municipio de Sabadell y la comarca del Vallés Occidental (colección local), cuenta con uno de los mayores fondos dedicados al público infantil y juvenil, como también con el rincón de padres y madres. La biblioteca dispone de tres fondos especiales: el de Mundo laboral y busca de trabajo, el fondo Pere Quart y el de Cultura de la paz.
Entre sus actividades, destaca Devorallibres, un concurso que pretende fomentar el placer de la lectura de manera lúdica entre los niños de 7 a 12 años.

### Fondos especiales
La constitución del centro de interés en Mundo laboral a la biblioteca Vapor Badia es un proyecto impulsado con la colaboración del servicio de Promoción Económica de Sabadell-Vapor Llonch.  El fondo consta de una selección de más de 400 documentos en los ámbitos de busca de trabajo, orientación laboral y ocupación, elaboración de currículums, preparación de entrevistas de selección, derechos y legislación, seguridad social, contratos y nóminas, riesgos laborales, emprendeduría e innovación, adquisición de habilidades y competencias, comunicación, gestión del tiempo y temarios y tests de oposiciones.
El fondo infantil de Cultura de la paz recoge los aspectos relativos a la educación por la paz, el desarme, la convivencia y la cooperación internacional. Su objetivo es promover la cultura de la paz, a la cual no se llega sino a través de la educación y la cultura.
El fondo Pere Quart contiene la producción bibliográfica y los estudios literarios y biográficos del poeta, comediògraf, traductor y periodista sabadellenc Joan Oliver-Pere Quart, como también la producción del resto de escritores de la Pandilla de Sabadell (grupo de intelectuales del cual formaba parte).

## Cultura popular
- La Biblioteca aparece mencionada en el  cuento El elogio del lector (de gorra) de Empar Moliner, incluido al libro Busco senyor per amistat i el que sorgeixi, editado por Quaderns Quema.[15]